# Solomon Wariso
Solomon Wariso (Reino Unido, 11 de noviembre de 1966) es un atleta británico retirado especializado en la prueba de 4x400 m, en la que consiguió ser medallista de bronce mundial en pista cubierta en 1999.

## Carrera deportiva
En el Campeonato Mundial de Atletismo en Pista Cubierta de 1999 ganó la medalla de bronce en los relevos de 4x400 metros, llegando a la meta en un tiempo de 3:03.20 segundos, tras Estados Unidos (oro) y Polonia (plata).